# ディープスタリア・エニグマティカ
ディープスタリア・エニグマティカ（Deepstaria enigmatica）は、ミズクラゲ科に属するクラゲの一種。

## 特徴
主にディープスタリアクラゲという名前で知られている。
体はビニール袋のような形で、4本の触手をもち、とても壊れやすい体を持つ。1メートルにも達するクラゲで、深海に生息する。獲物を見つけると、変形し、獲物を包み込む。捕食すると、体中ある筋模様を伝って栄養を取り入れている。